# Ґеорґе Думітреску
Ґео́рґе Думітре́ску (рум. Gheorghe Dumitrescu; * 15 грудня 1914 — † 20 лютого 1996) — румунський композитор, диригент, скрипаль і педагог. Брат Йона Думітреску.
Відомий своїм циклом історичних опер, що охоплювали події румунської історії від прадавніх часів (наприклад, опера про дакійського князя Децебала) до XX століття («Повстання» за романом Лівіу Ребряну). Серед цих опер є навіть присвячена Владу Цепешу (Дракулі).

## Біографія
B 1934—1941 роках навчався в Бухарестській консерваторії y Міхаіла Жори (гармонія), Дімітріє Кукліна (композиція), Константіна Бреіло (історія музики), Іонеля Перля (скрипка). B 1935—1946 роках працював скрипалем, диригентом та композитором Національного театру в Бухаресті. B 1947—1957 роках — композитор Ансамблю пісні та танцю Міністерства збройних сил Румунії. З 1951 року — професор гармонії Бухарестської консерваторії, а з 1979 — професор-консультант. Писав музику до спектаклів та фільмів.

## Праці
- опера «Антигона» (1940)
- опера «Господар Йон Лютий» (за однойменною п'єсою Лауренціу Фулгі[ro], 1956, Бухарест)
- опера «Повстання» (за романом Лівіу Ребряну, 1959, Бухарест)
- опера «Дечебал» [1] (1961, Бухарест)
- опера «Дівчина з гвоздиками» (1961, Бухарест)
- опера «Влад Цепеш» [2] (1974, Тимишоара)
- опера «Майстер Маноле» (1970, поставлена 1981, Крайова)
- балет-ораторія «Міориця» (1977, поставлена 1981, Бухарест)
- ораторія «Тудор Владимиреску» [3] (1956)
- ораторія «Наша Гривиця» (1963)
- ораторія «Золоті зорі» (1964)
- ораторія «Розкута земля» (1968)
- симфонія № 1 (1945)
- симфонія № 2 Republica (1962)
- симфонія № 3 (1965)
- симфонія № 4 (1968)
- симфонія № 5 «a Clopotelor» (1983)
- симфонія № 6 (1990)
- симфонія № 7 (1990)
- симфонія № 8 (1990)
- симфонія № 9 (1990)
- симфонія № 10 «Sacră – Sfânta Treime» (1990)
- симфонія № 11 «a durerii și a speranței» (1993)
- віолончельний концерт (1950)
- фортепіанний квінтет

## Нагороди
- 1939 — Національна премія
- 1952 — Державна премія Румунії («Тудор Владимиреску»)
- 1952 — Орден праці (Румунія)[ru] II класу
- 1957 — емерит
- 1957 — Заслужений діяч мистецтва Румунії
- 1957 — Орден «Зірка Румунії» IV класу
- 1961 — Державна премія Румунії («Повстання»)
- 1964 — Орден «23 серпня»[ru] III класу
- 1969 — Ordinul Meritul Cultural I класу
- 1979 — Орден «23 серпня» II класу
- премія імені Джордже Енеску (двічі)